# امتزاز

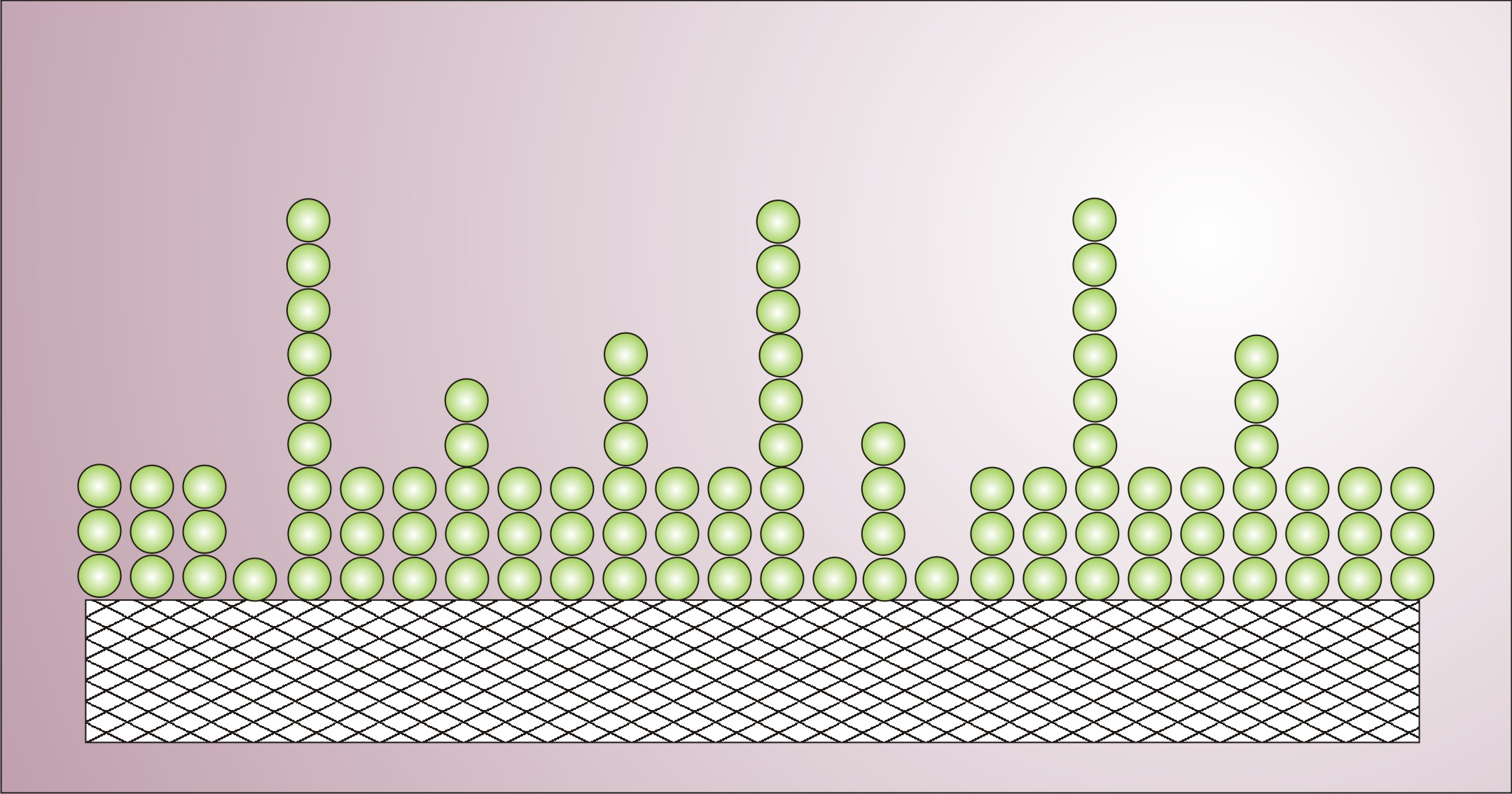
نموذج بروناور للامتزاز متعدد الطبقات هو التوزيع العشوائي للجزيئات على سطح المادة.

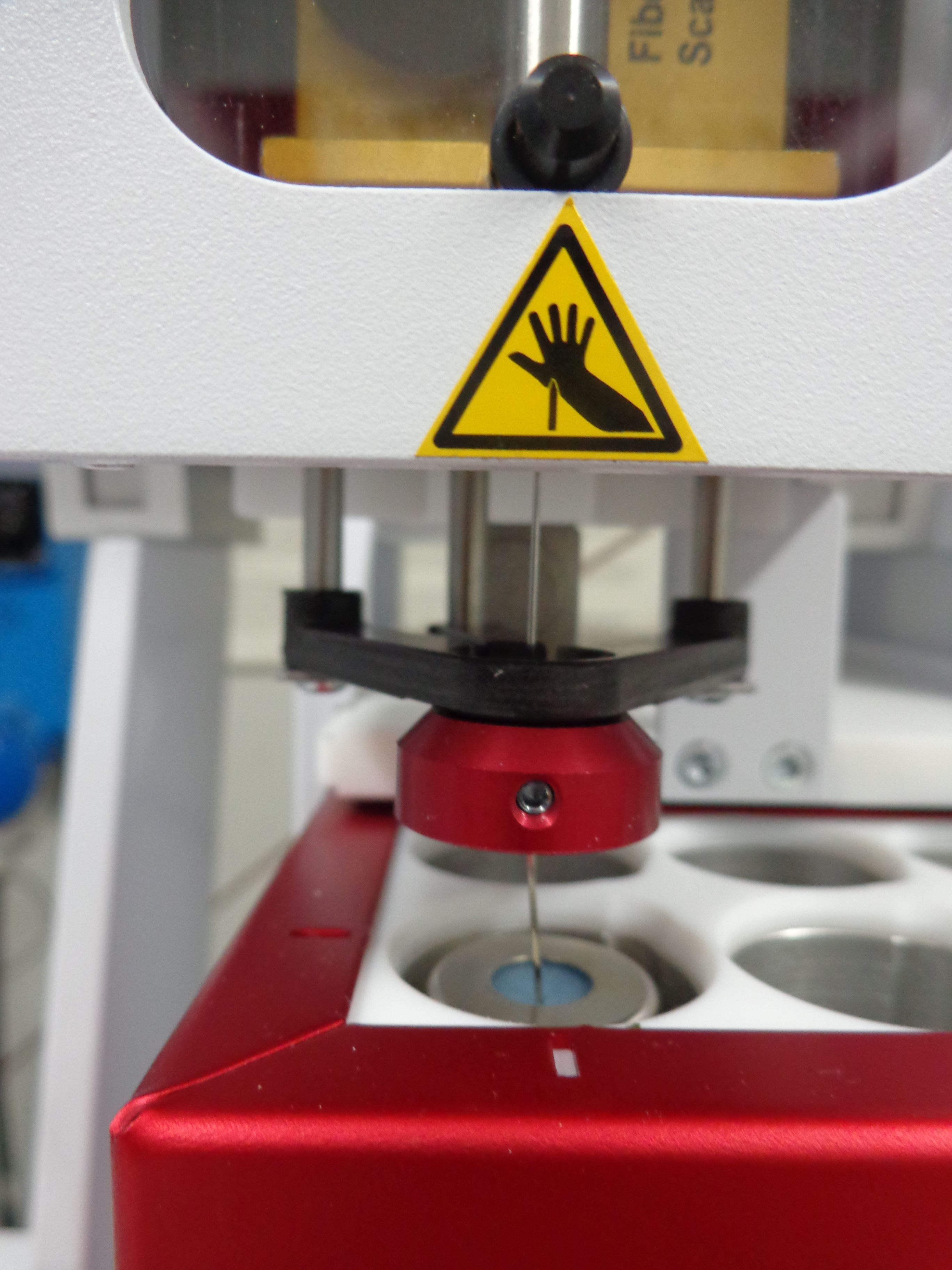
Solid-phase microextraction: الامتزاز على الألياف.

الامتزاز تراكم ذرات أو جزيئات مائعة (يسمى المُمتَز) على سطح مادة صلبة (تسمى الماز). وتخلق هذه العملية طبقة من الجزيئات أو الذرات التي تراكمت بكثافة على سطح المازات. ويختلف الإدمصاص عن الامتصاص حيث تنتشر المادة في السائل أو الصلب لتشكل محلولا. يجمع مصطلح اشتراب كلا العمليتين: الامتصاص والامتزاز (أو الأدمصاص). العملية العكسية وهي لفظ المادة الممتزة من سطح الماز فتسمى تلك العملية بالعربية الانتزاز.
وبعبارات بسيطة، الامتزاز هو «تجمع مادة ما على أسطح حبيبات مادة ماز» (رينولدز وريتشاردز، 1996).
ويوجد الامتزاز في كثير من النظم الفيزيائية والبيولوجية والكيميائية الطبعية، ويستخدم استخداما واسعا في التطبيقات الصناعية مثل: تنقية الماء باستخدام الكربون النشط أو الراتنجات الاصطناعية بغرض تنقية وسط ما، سائل أو غاز. وتعتبر كلا من عمليات الامتزاز، والتبادل الأيوني (إدمصاص adsorption)، (والامتصاص absorption) عملية اشتراب (sorption). فالاستشراب هو الاصطلاح الشامل الذي يشمل الامتصاص والادمصاص.
على غرار التوتر السطحي، فإن الامتزاز هو نتيجة لطاقة السطح. في المواد الصلبة، تترابط جميع الذرات مع بعضها (سواء كانت رابطة أيونية أو تساهمية أو معدنية) وتكون الذرات في قلب المادة محاطة بذرات أخرى من نفس نوعها. ولكن الذرات على سطح «حبيبات» المادة المازة لا تكون محاطة كليا بذرات من المادة الممتزة، وبذلك يمكن أن تجذب مواد ممتزة أخرى، مثلما يحدث مع محفز حيث ينشط محفز تفاعل مواد على أسطح المادة المازة.
وتعتمد طبيعة الروابط المتشكلة على نوعية الجزئيات المرتبطة، ولكن عملية الامتزاز عموما تصنف كامتزاز فيزيائي (physisorption) (حيث تكون قوى فان دير فالس هي الفعالة) أو يوجد أيضا امتزاز كيميائي (chemisorption)، وهو يتصف بروابط تساهمية.
تمت صياغة مصطلح الادمصاص (Adsorption) لأول مرة في عام ١٨٨١ من قبل العالم الألماني هاينريش كايزر

## متساوي حرارة الامتزاز
يوصف الامتزاز عادة عند درجة حرارة ثابتة (Isotherm). وتعتمد كمية المواد الممتزة على المادة المازة على الضغط (إذا كان غازا)، وتعتمد على التركيز (إذا كان سائلا) عند درجة حرارة ثابتة.
وقد نشر فروندليتش وكوستر (1894) أول معاملة رياضية للامتزاز عند ثبات درجة الحرارة. ومعادلته الرياضية تتفق مع ما وجد بالتجربة للامتزاز الغازي:
{\displaystyle {\frac {x}{m}}=kP^{\frac {1}{n}}}
حيث {\displaystyle {x}} كمية المادة الممتزة، و{\displaystyle m} كتلة المادة المازة، و{\displaystyle P} هو الضغط الجزئي للغاز الممتز (ويعوض عنه بالتركيز في الحالة السائلة) و {\displaystyle k} و{\displaystyle n} هي الثوابت التجريبية لكل زوج من المواد المازة والممتزة عند درجة حرارة معينة. ويصل الامتزاز إلى حد أقصى عند ازدياد الضغط.
وعند ازدياد درجة الحرارة، تتغير ثوابت المادتين {\displaystyle k} و{\displaystyle n} بحسب خصائصهما. تظهر الملاحظة التجريبية أن كمية المادة الممتزة تقل وتكون الحاجة إلى ضغط أكبر لإشباع سطح المادة المازة.

### نموذج لانغموير
في عام 1916، نشر إرفينغ لانغموير نموذجا جديدا للادمصاص عند درجات حرارة متساوية للغازات الممتزة على المواد الصلبة، وحمل هذا النموذج اسمه. وهي علاقة شبه تجريبية مستمدة من آلية حركية مقترحة للجزيئات. وهو يقوم على أربع فرضيات:
1. إن سطح المواد المازة متجانس، أي أن جميع مواقع الامتزاز متكافئة.
2. لا تتفاعل الجزيئات الممتزة مع بعضها البعض.
3. يحدث كل الامتزاز بالآلية نفسها.
4. في حالة الامتزاز الأقصى، تتشكل طبقة رقيقة: لا تتوضع الجزيئات الممتزة على جزيئات أخرى سبق امتزازها، وإنما على السطوح الحرة فقط للمادة المازة.

ونادرا ما تكون هذه الفرضيات الأربعة كلها صحيحة: فهناك دائما عيوب على السطح، وليس بالضرورة أن تكون الجزيئات الممتزة خاملة، وليس بالضرورة أيضاً أن تكون آلية امتزاز الجزيئات الأولى هي نفسها بالنسبة للجزيئات اللاحقة. الشرط الرابع هو الأكثر إشكالا، فأغلب الجزيئات ستمتز على طبقات رقيقة؛ وهذه المشكلة يعالجها نموذج بيت للسطوح المستوية (غير المسمامية). ويعتبر متساوي حرارة لانغموير الخيار الأول لمعظم نماذج الامتزاز، وله العديد من التطبيقات في حركية السطوح (وعادة ما تسمى بحركية لانغموير-هينشيلوود) والديناميكا الحرارية.
وقد اقترح لانغموير أن الامتزاز يحدث وفق هذه الآلية:
{\displaystyle A_{g}+S\rightleftharpoons AS}
حيث A هو جزيء الغاز،
و S هو موقع الامتزاز.
ويرمز لمعدل الامتزاز المباشر والعكسي بالرمز k و k-1.
فإذا عرفنا التغطية السطحية {\displaystyle \theta } باعتبارها نسبة مواقع الامتزاز المشغولة، فيكون عند التوازن:
{\displaystyle K={\frac {k}{k_{-1}}}={\frac {\theta }{(1-\theta )P}}} أو {\displaystyle \theta ={\frac {KP}{1+KP}}.}
حيث {\displaystyle P} هو الضغط الجزئي للغاز أو التركيز المولي للمحلول. وعند الضغوط المنخفضة جدا {\displaystyle \theta \approx KP}؛ وعند الضغوط العالية {\displaystyle \theta \approx 1}.
ومن الصعب قياس {\displaystyle \theta } تجريبيا. وعادة تكون المادة الممتزة غازا، وتعطى الكمية الممتزة بالمول، أو الغرام، أو بحجم الغاز في الشروط النظامية بالغرام من المادة المازة.
فإذا كانت vmon كمية المادة الممتزة لتغطية طبقة واحدة على سطح 1 جرام من المادة المازة في الظروف القياسية للضغط ودرجة الحرارة، تكون {\displaystyle \theta ={\frac {v}{v_{\mathrm {mon} }}}}، ونحصل على معادلة خطية:
{\displaystyle {\frac {1}{v}}={\frac {1}{Kv_{\mathrm {mon} }}}{\frac {1}{P}}+{\frac {1}{v_{\mathrm {mon} }}}.}
ومن ميل هذا الخط وتقاطعه مع المحور y نحصل على vmon وK وهي ثوابت لكل زوج من المواد المازة/الممتزة عند درجة حرارة محددة. vmon يتعلق بعدد مواقع الامتزاز باستخدام قانون الغازات المثالية. لو افترضنا أن عدد المواقع هو كل المساحة في المواد الصلبة مقسمة على المقطع العرضي للجزيئات الممتزة، فيمكن عندها حساب مساحة سطح المادة المازة بسهولة.
تعتمد مساحة سطح المادة المازة على بنيتها، فكلما كانت أكثر مسامية (تحتوي على ثقوب أكثر)، زادت مساحة السطح، وزاد التأثير على التفاعل عند السطح. وإذا امتز أكثر من غاز واحد على السطح، نعرف {\displaystyle \theta _{E}} باعتبارها جزء من المواقع الفارغة ويكون لدينا:
{\displaystyle \theta _{E}={\frac {1}{\displaystyle 1+\sum _{i=1}^{n}K_{i}P_{i}}}}
و
{\displaystyle \theta _{j}={\frac {K_{j}P_{j}}{\displaystyle 1+\sum _{i=1}^{n}K_{i}P_{i}}}}
حيث i ترمز لكل نوع من الغازات الممتزة.

### نموذج بيت
في كثير من الأحيان تكون الجزيئات متعددة الطبقات، ومثلاً، يكون بعضها ممتز على جزيئات ممتصة بالفعل والأيسوثرم انجميور يكون غير صالح. وفي عام 1938 ستيفان بروناور، بول ايميت، وإدوارد تيلر قاموا بتطوير نموذج الأيسوثرم الذي يأخذ بعين الاعتبار هذا الاحتمال. وتسمى نظريتهم بنظرية بيت، بعد الحروف الأولى في أسمائهم الأخيرة. وقد قاموا بتعديل آلية لانجميور على النحو التالي:
A(g) + S [2] AS
A(g) + AS [3] A2S
A(g) + A2S [4] A3S وهكذا
وعليه فإن اشتقاق الصيغة يكون أكثر تعقيدا مما في لانجميور (انظر الروابط للاشتقاق الكامل). ونحصل على:
{\displaystyle {\frac {x}{v(1-x)}}={\frac {1}{v_{\mathrm {mon} }c}}+{\frac {x(c-1)}{v_{\mathrm {mon} }c}}.}
x هو الضغط المنقسم بواسطة ضغط البخار للكثف في درجة الحرارة تلك (عادة تُرمز {P/P^0}، و{/v} هو حجمُ ال STP مِنْ الامتزاز الممتز، و{v}{mon} هو حجم الSTP من مقدار الامتصاص المطلوب لتشكيل المونوبلاير وc هو الموازنةُ الثابتةُ {K} التي تم استخدامها في لانجميور الأيسوثرم مضروبا في ضغط بخار الامتصاص. الفرضية الرئيسية التي استعملتْ في اشتقاق معادلةِ بيتَ التي تتعقب حرارة التكثيف لجميع الطبقات ما عدا الأولى، والتي تكون مساوية لحرارة تكثيف الامتزاز.
ولانجميور الأيسوثرم عادة ما يكون أفضل بالنسبة للامتزاز الكيميائي وأيسوثرم بيت يعمل على نحو أفضل للامتزاز الفيزيائي للأسطح اللامايكروبوروسية.

### كيسليوك

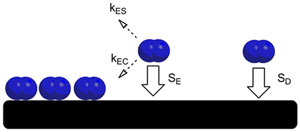
اثنين من جزيئات النتروجين الممتز يتم امتزازه على التنغستن، جزيء يقترب من مجموعة ممتزة (يسار) والجزيء الثاني يمتز عشوائياً (يمين) في منطقة عارية من سطح التنغستن.

في حالاتِ أخرى، تكون التفاعلات الجزيئية بين جزيئاتِ الغازِ قد كثّفتْ سابقاً على تفاعلات شكلِ صلبِ بجزيئاتِ كبيرة من الغازِ في المرحلةِ الغازيةِ. وبالتالي، يكون امتزاز جزيئات الغاز إلى السطح مفضل أكثر للحدوث في جميع أنحاء جزيئات الغاز التي هي بالفعل موجودة على سطح صلب، وجعل أيسوثرم لانجميور فعال لأغراض التمثيل.
وكان قد دُرس هذا الأثر في نظام معين بواسطة بول كيسليوك في عام 1957حيث كان النتروجين هو الممتز والتنغستن الماز. وللأخذ في الاعتبار احتمال زيادة حدوث امتزاز حول الجزيئات الموجودة على سطح التنغستن، طور كيسليوك نظريته المسماة «نظرية حالة الطلائع»، حيث قد تدخل الجزيئات حالة الطلائع وتتفاعل مع ممتزات حدثت من قبل أو تجري امتزاز من الحالة الغازية. أي أن جزيئات الامتزاز الغازية أمّا تُكثّفُ إلى ممتز سبقها أَو تمتز في حالة عشوائية (انظر الشكل). وعليه فإن احتمال حدوث امتزاز في حالة الطلائع يعتمد على قربها من تكثف جزيئات تم امتزازها. وعلى ذلك سوف تكون القيمة Se إما لممتز من حالة الطلائع بمعدل kEC أو لممتز في الحالة الغازية kES. وإذا كان هناك جزيئةِ ممتزة تَدْخلُ في حالةَ الطلائع في المواقع التي تكون بعيدة عن أيّ جزيئات مدمصة أخرى مُكَثَّفة سابقاً، فإنّ احتمالَ الالتصاق المنعكسُ يكون بحجمِ إس دي ثابت.
كل هذه العوامل قد أدرجت في إطار ثابت واحد وهو ما يسمى «معامل الاشتباك» kE، وهو موضح أدناه:
{\displaystyle k_{\mathrm {E} }={\frac {S_{\mathrm {E} }}{k_{\mathrm {ES} }.S_{\mathrm {D} }}}.}
حيث أن {SD} من افتراضات نموذج لانجميور، فيمكن اعتبار SD «ثابت معدل الادمصاص». ومع ذلك، يختلف معدل نموذج كيسليوك الثابت (R’) عما هو في نموذج لانجميور، كما يستخدم R’ لتعبير عن تأثير نشره على تشكيل الطبقة الممتزة الأولى mono layer ويتناسب مع الجذر التربيعي لمعامل الانتشار Diffusion constant. وتكتب معادلة امتزاز كيسليوك عند درجة حرارة ثابتة (إيزوثرم) على النحو التالي، حيث Θ(t) هو تغطية جزئية من الممتزات مع الامتزاز، و t هي زمن الغمر:
{\displaystyle {\frac {d\theta _{\mathrm {(t)} }}{dt}}=\mathbb {R} '(1-\theta )(1+k_{\mathrm {E} }\theta ).}
الحل لنتائج (Θ(t:
{\displaystyle \theta _{\mathrm {(t)} }={\frac {1-e^{-R'(1+k_{\mathrm {E} })t}}{1+k_{\mathrm {E} }e^{-R'(1+k_{\mathrm {E} })t}}}.}

### هندرسون - كيسليوك

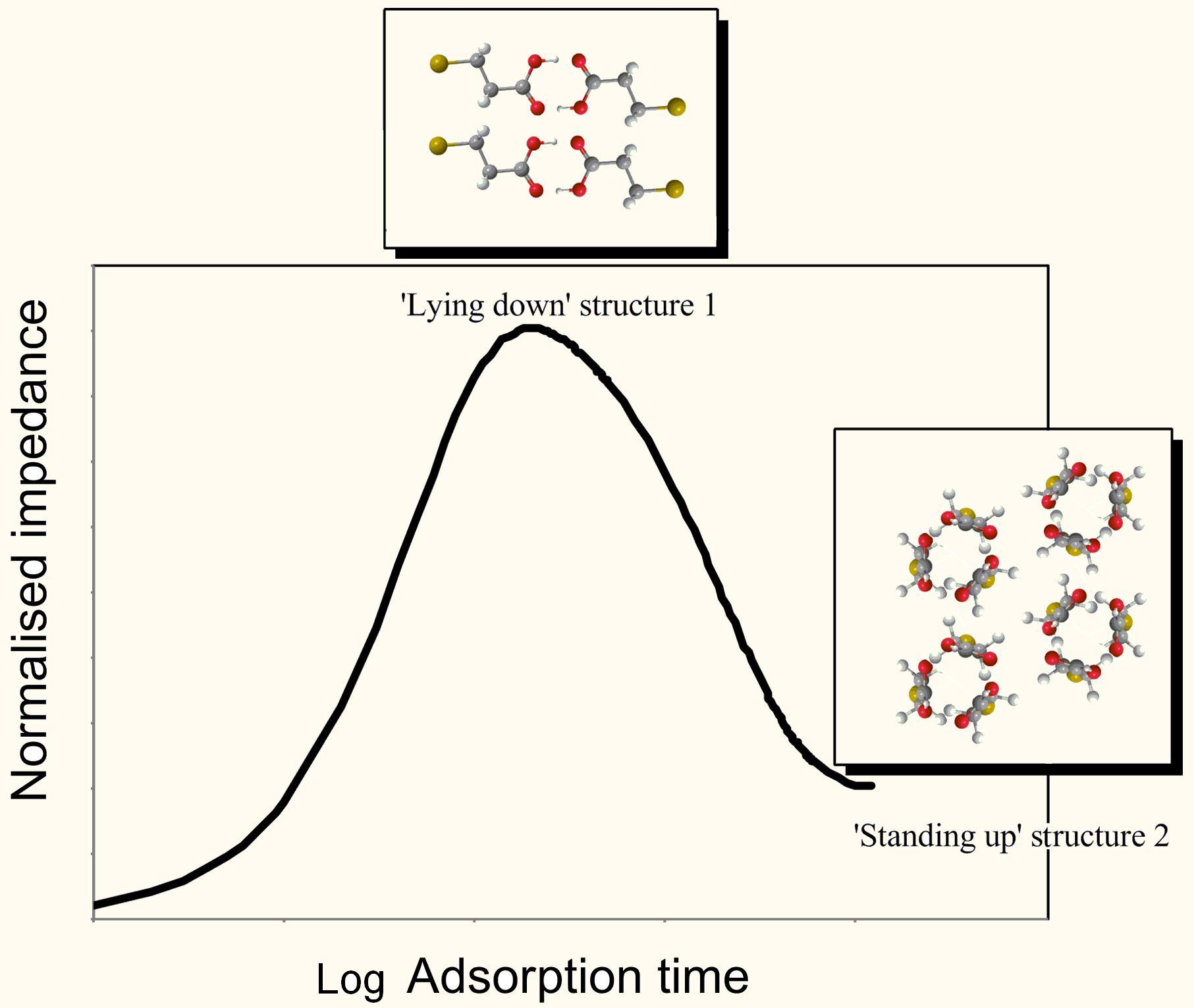
ومعادلة امتزاز هندرسون وكيسليوك تعبر عن التنبؤ بالمعاوقة الكهربائية المُطَبَّعة كوظيفة من وظائف وقت الامتزاز، حيث تُقابلُ القمّةُ الأولى تشكيلُ سطحِ مكثّفِ يكون مشبع بالMPA قي هيكل "الاستلقاء"الخاص بها. ثم يشير منحنى إلى قيمةِ المعاوقة الكهربائيةِ الذي يكون ممثل من قبل المكثّفِ والذي أشبعَ ب"نُهُوض" التركيبِ.

كان قد تم تطوير أيسوثرم الامتزاز هذا للاستخدام مع حقل جديد للحكم الذاتي لتجميع امتزاز مونولاير (sam). ويتم امتزاز جزيئات SAM إلى سطح الممتزات حتى يصبح السطح مشبع مع جزيئات sam «السلاسل الهيدروكربونية» وتكون مسطحة ضد الامتزاز. وهذا هو ما وصف هيكل «الاستلقاء» (بالهيكل الأول). ومن ثم يحدث الامتزاز، مسبباً في أن تكون السلاسل الهيدروكربونية مشردة من قبل جماعات ثيول الموجودة على جزيئات SAM الممتزة حديثا. وعندما تحدث خطوة الامتزاز الكيميائي هذه، فان القوات الكهروستاتيكية بين جزيئات SAM الحديثة وبين التي تم امتزازها مسبقاً تُحدث بنياناً جديداً لتتشكل، حيث تُشغل جزيئات SAM توجهات «النهوض» (الهيكل الثاني). وعندما يحدث الامتزاز الاضافى، تصبح جميع الممتزات متشبعة بSAM في اتجاه النهوض، ولا يحدث المزيد من الامتزاز.
وعادة يكون الامتزاز SAM موجود في مرحلة السائل وتكون الممتزات عادة صلبة. وبالتالي، التفاعلات بين الجزيئات تكون مهمة ويمكن تطبيق امتزاز الأيسوثرم كيسليوك. والتطور المتسلسل من حامض ميركابتوبروبيوبيك «الاستلقاء» و«النهوض» SAM (الآلام والكروب الذهنية) يُنشيء الذهب الممتز من مرحلة الايثانول MPA، وكان يدرسها اندرو هندرسون (مواليد 1982) وآخرون في عام 2009. واستخدم هندرسون وآخرون علم أطياف مقاومة الكيمياء الكهربائية لتحليل الامتزاز الكيميائي وشهد أن الهيكل كان ميزة مقاومة مختلفة للهيكل الثاني وتم تطوير كلا الهيكلين بالتتابع. هذا يسمح لاستخلاص أربعة قواعد كالآتي:
- إن هذا القدر من الامتزاز على سطح الممتزات كان مساويا لمجموع الامتزاز شاغلاً الهيكل الأول والهيكل الثاني.
- معدل تشكيل الهيكل الأول يعتمد على توافر المواقع المحتملة الامتزاز وكذلك التفاعلات بين الجزيئات.
- مقدار الهيكل الأول استنزف مثلما تشكل الهيكل الثاني.
- معدل تكوين الهيكل الثاني يمليه مقدار الامتزاز شاغلاً الهيكل الأول والتفاعلات بين الجزيئات في وقت الغمر، t.

ومن هذه التصريحات، استخدم هندرسون وآخرون فترات منفصلة لوصف معدل الامتزاز الجزئي للهيكل الأول {Θ1(t)} والهيكل الثاني {Θ2(t)]} كدالة احتجاب للوقت (t). وكل هذه المصطلحات أملتها عملية امتزاز كيسليوك متساوية الحرارة، حيث تتغير مع وقع رقم واحد المرتبط بتشكيل الهيكل الأول والوقع رقم اثنين المرتبط بتشكيل الهيكل الثاني.
واشتركت هذه الشروط في معادلة هندرسون للامتزاز الحراري، الذي يحدد قوة إشارة اكتشاف المعاوقة الكهربائية المُطَبَّعة الكلية المسببة من أحادي الطبقة الممتزة (z)t) كوظيفة من Θ1(t), Θ2(t), φ1 وφ2. وتعد قيم φ غير متغيرة الوزن، التي قامت بتسوية قيم الإشارة التي من شأنها أن تنجم عن الممتزات هي التي غطت تماما مع الهيكل الأول أو الهيكل الثاني. وتظهر معادلة الأيسوثرم كما هو مبين أدناه:
{\displaystyle z_{\mathrm {t} }=\theta _{\mathrm {1(t)} }.[\varphi _{\mathrm {1} }.(1-\theta _{\mathrm {2(t)} })+\varphi _{\mathrm {2} }.\theta _{\mathrm {2(t)} }].}
وعلى الرغم من أن ايسوثيرم الامتزاز لهندرسون - كيسليوك كان طبق الأصل للامتزاز sam، كان هندرسون وآخرون يفترضون أن امتزاز الأيسوثرم هذا من المحتمل أن ينطبق على العديد من الحالات الأخرى من الامتزاز وأن Θ 1 (t) وΘ 2 (t) يمكن حسابها باستخدام عمليات امتزاز الأيسوثرم الأخرى، بدلاً من نوذج كيسليوك (مثل معادلة لانجيمور للامتزاز متساوي الحرارة).

### آسرالامتزاز
الامتزاز الثابت يعد من ثوابت التوازن، وبالتالي يتم امتثال معادلة فان 'تى هوف كالتالي:
{\displaystyle \left({\frac {\partial \ln K}{\partial {\frac {1}{T}}}}\right)_{\theta }=-{\frac {\Delta H}{R}}.}
كما يُلاحظ في هذه الصيغة، يجب أن يكون العنصر k مختلفاً في المظهر الخارجي له فقط عند القيام بالتغطية المستمرة.
وإذا بدأنا من خط التحاور بيت مع افتراض أن تغير الكون هو نفسه بالنسبة لتسييل الغاز الطبيعي والامتزاز فسوف نجد أن:
{\displaystyle \Delta H_{\mathrm {ads} }=\Delta H_{\mathrm {liq} }-RT\ln c}، وهذا يعني أن الامتزاز هو أكثر تسييلاً من التذويب.

## المازات

### الخصائص والمتطلبات العامة

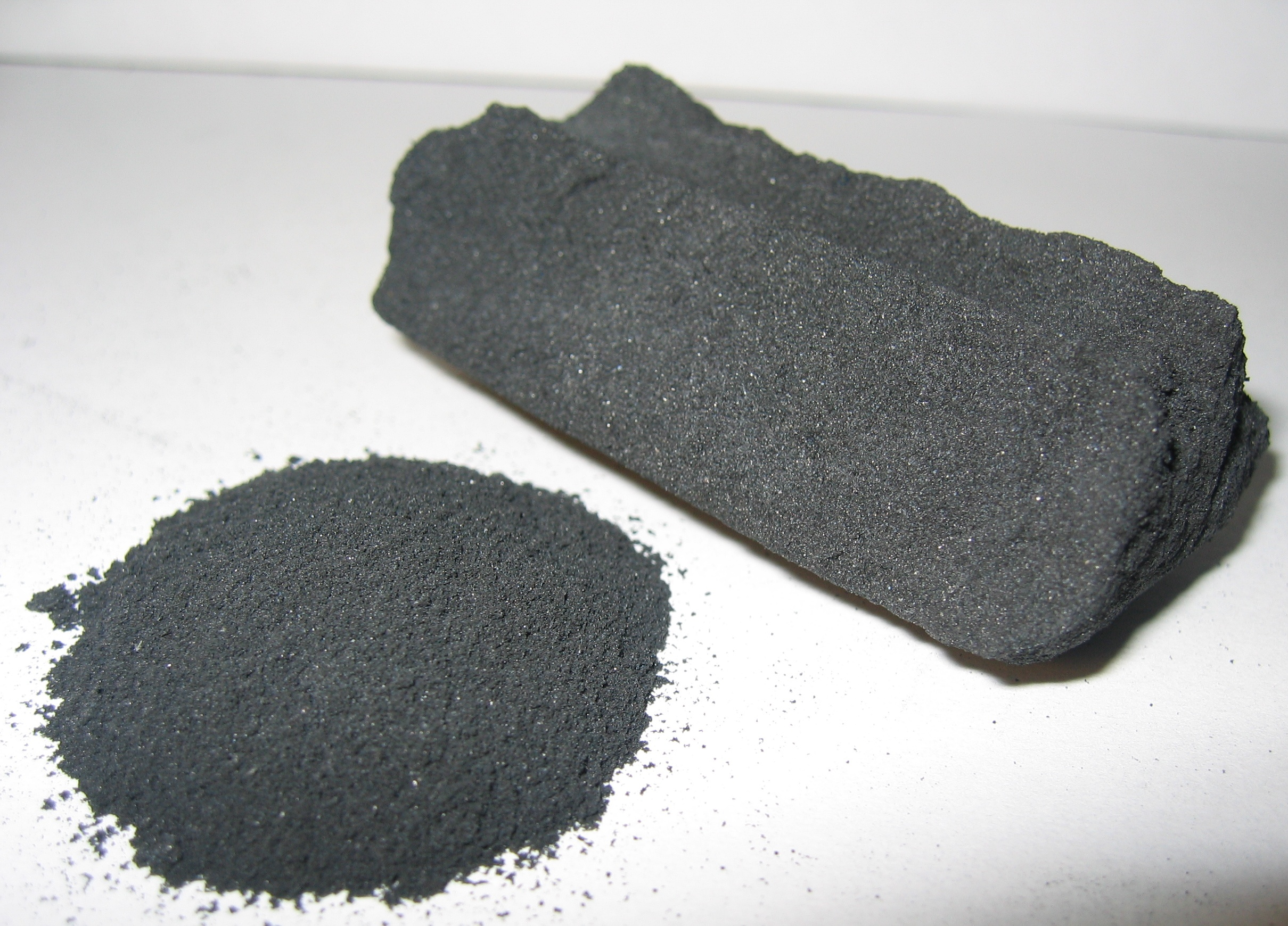
يستخدم الكربون المنشط كماز، لتنقية الهواء من غازات عالقة ضارة.

تستخدم المازات عادة في شكل حبيبات كروية، أو قضبان، أو قوالب، وتوجد مع كتل هيدروديناميكية بأقطار تتراوح بين 0.5 و 10 ملم.
ويجب أن تكون لهم مقاومة عالية للاحتكاك، واستقرار حراري عالي ومسامي، وهذا يجعل السطح المعرض لالتقاط الممتزات كبيرا، وبالتالي ارتفاع قدرة السطح على الامتزاز.
والمازات يجب أيضا أن يكون لها هيكل متميز والذي يتيح النقل السريع للأبخرة الغازية.
ومعظم المازات الصناعية تندرج في واحدة من ثلاث فئات هي:
- المركبات المحتوية على الأكسجين — عادة ما تكون مائية، وقطبية، بما في ذلك مواد مثل هلام السيليكا وزيولايت.
- المركبات المعتمدة على الكربون — وعادة ما تكون مسعورة وغير مناقضة، بما في ذلك مواد مثل الكربون المنشط والجرافيت.
- مركبات البوليمر — وهي مواد قطبية أو غير قطبية في مصفوفة بوليمر المثقّبة.

### هلام السليكا
هلام السليكا خامل كيميائيا، غير سامّ، قطبي ومستقرّ في بنيته (حتى 400 درجة مئوية) في شكل غير متبلور شافي 2. ويُعد بواسطة تفاعل سيليكات الصوديوم مع حمض الكبريتيك، والذي تبعته سلسلة من العمليات لمعالجته مثل الركن فترة من الزمن، والتخليل، وما ينتج من ذلك من توزيعاتِ حجمِ المسامِ المُخْتَلِفةِ فيه.
وتستخدم السيليكا لتجفيف عملية الهواء (مثل الأكسجين، والغاز الطبيعي) وامتزاز المواد الهيدروكربونية (القطبية) الثقيلة من الغاز الطبيعي.

### زيولايت
قد يكون زيولايت طبيعي أو يحضر اصطناعيا، يحتوي على السيليكات والألمونيوم، كثير المسامِ وكذلك يطلقِ الماءِ في درجةِ الحرارة العاليةِ. ويعد الزيولايت قطبي في طبيعته.
وكان قد صنع بواسطة التوليفات الهيدروحرارية من ألومينوسيليكات الصوديوم أو بواسطة مصدر سيليكا آخر في اوتوكلاف يليها التبادل الأيوني مع بعض الكاتيونات (Na+, Li+, Ca2+, K+, NH4+). وعادة ما يتراوح أقطار القنوات في حبيبات الزيولايت من 2 إلى 9 Å (200 حتى 900 بيكومتر). ويتم تتبع عملية التبادل الأيوني بواسطة تجفيف البلورات، والتي يمكن استدارتها مع مادة تساعد على التماسك في شكل حبات ماكروبوروس.
وكذلك يتم تطبيق الزيولايت في عملية التجفيف في الهواء، وهو يزيل ثاني أكسيد الكربون من الغاز الطبيعي، ويزيل أول أكسيد الكربون من غازات تكرير البترول، وتنقية الهواء، وتنقية المنتجات البترولية.
كما تصنع الزيولات الغير قطبية (السيليكاتية) من السيليكا الخالية من الألمونيوم أو عن طريق تطهير الزيولايت المحتوي على الالمونويوم من الألمونيوم.
ويتم تطهير الألمونيوم من الزيولايت بمعالجته ببخار الماء عند درجات حرارة عالية، أعلى من 500 درجة مئوية. تعمل تلك الحرارة العالية على تفكيك الرابطات بين الألمونيوم والأكسجين، وتنطلق ذرات الألمونيوم المتحررة إلى خارج الزيولايت.

### الكربون المنشط
يعتبر الكربون المنشط على درجة عالية من المسامية، صلب وغير متبلور يتكون من كريستالات جوهرية مع شعرية الغرافيت، وعادة ما أعد في حبيبات صغيرة أو مسحوق. فهى تعتبر رخيصة وغير نادرة. ولكن من العوائق الرئيسية أنها قابلة للاشتعال.
والكربون المنشط يمكن أن يكون مصنوع من مواد كربونية، بما في ذلك الفحم (البيتومين، السابيتومينوس، والليغنيت)، الجفت، والخشب، أو القشور (على سبيل المثال جوز الهند). وتتكون العملية من مرحلتين، الكربنة والتنشيط. وتشمل عملية الكربنة التجفيف ثم التدفئة لفصل المنتجات الثانوية، بما في ذلك القطران وغيره من المواد الخام الهيدروكربونية، وكذلك لإبعاد أي غازات متولدة. يتم الانتهاء من عملية الكربنة عندما يتم تسخين المادة من 400 إلى 600 درجة مئوية في جو بمعزل عن الأكسجين حتى لا يحدث احتراقها.
ثم «تنشط» الحبيبات الكربونية بتعريضها لعامل مؤكسد، وهو يكون عادة بخار الماء أو ثاني أكسيد الكربون في درجة حرارة عالية. هذا العامل المؤكسد يعمل على حرق المواد السادة للمسام التي تكونت اثناء عملية الكربنة، بحيث تنتج بنية مسامية في الجرافيت. ويعتمد حجم المسامات المتكونة في الجرافيت خلال عملية التنشيط على الزمن الذي تتم فيه عملية التنشيط. كلما زاد زمن التنشيط كلما مانت أحجام المسامات كبيرة. نوع من الكربون المائي شائع وهو يصنع من البيتومين (الزفت) نظرا لصلابته، ومقاومته العالية للتآكل، ومساميته، وانخفاض تكلفة صنعه، إلا أن استخداماته تستحق الاختبار لاستخدام النوع المناسب منه.
ويستخدم الكربون المنشط لامتزاز المواد العضوية وغير الممتزة القطبية وكذلك يستخدم عادة لمعالجة غازات النفايات (ومعالجة المياه). فهو يعد من المازات الأكثر استعمالا. وتَأتي فائدتُها بشكل رئيسي مِنْ إمكانية التحكم في حجم المسام والتحكم في مساحة السطح الفعال فيها عند تصنيع الفحم المنشط.

## تكثيف موقع بوابة التوسط
تكثيف موقع بوابة التوسط هو نموذج لتكثيفِ غازِ الموقعِ الانتقائيِ المُنَشَّطِ في الأنظمةِ العاملة المساعدةِ المعدنيةِ التي تَحتوي على تَشْكِيلة مواقعِ التكثيفِ المختلفةِ. وفي مثل هذه الأنظمة، يعبر التنسيق المنخفض «الحافة والزاوية» عن مواقع شبه معيبة يُمْكِنُ أَنْ تَعْرضَ تكثيفَ أوطأَ بكثير مِنْ مواقع التنسيقِ العاليِ (الطائرة الأساسية). ونتيجة لذلك، يمكن لهذه المواقع أن تكون بمثابة «البوابات» للامتزاز السريع جدا لبقية السطح. وتعتمد هذه الظاهرة على الأثر المشترك «الغير مباشر»، حيث تمتز بعض الأنواع المعرضة للتنقل المرتفع على بعض الأسطح. ويوضح هذا النموذج الملاحظات التي تبدو غير متناسقة للديناميكا الحرارية وامتزاز الغاز والحركية في نظم الحفاز للسطح حيث يمكن وأن توجد في مجموعة من هياكل التنسيق، وأنه قد تم تطبيقه بنجاح على أنظمة الحفاز المتعلق بنظام المعدنين حيث تم ملاحظة نشاط تعاوني.
وقد تم تطوير النموذج الأصلي من قبل الملك وزملاء العمل Uner et al وآخرون. في عام 1997، نارايان وآخرون 1998، وفاندروييل وآخرون 1999) واشتركوا لوصف امتزاز الهيدروجين على السيليكا التي يدعمها القلوي روجت روثينيوم والفضة والنحاس، والروثينيوم المتعلق بنظام المعدنين. وطبقت المجموعة ذاتها نموذج لثاني أكسيد الكربون والهدرجة (فيشر تروبش التوليف، Üner 1998). وقد أَكّدَ نفس النموذجِ Zupanc وآخرون (2002) في وقت لاحق بعد ذلك على محفّزاتِ سيزيومِ المدعومِ لأكسيدَ المغنيسيوم الثنائي المعدن.

## الامتزاز في الفيروسات
الامتزاز هو الخطوة الأولى في دورة العدوى الفيروسية. والخطوات التالية هي الاختراق الغير ملموس، والتوليف (النسخ إذا لزم الأمر، والترجمة)، وكذلك الإفراج عنهم. وتعد اجابة دورة الفيروس، في هذا الصدد، هي المماثل الأهم لجميع أنواع الفيروسات. وهناك عوامل مثل النسخةِ قَدْ أو قَدْ لا تَكُونُ مطلوبة إذا كان الفيروسِ قادر على مُكَامَلَة معلوماتِه الجينيّةِ في نواةِ الخليةَ، وكذلك إذا تمْكِنُ الفيروسِ من أَنْ يُضاعفَ نفسه مباشرة ضمن سيتوبلازم الخلية.

## اقرأ أيضا
- انتزاز
- التغزية
- امتصاص (المادة)

## وصلات خارجية
- اشتقاق نموذج لانغموير وبيت لمتساوي الحرارة
- امتزاز الكربون
- محاضرة عن الامتزاز من محاضرات الفيزياوية في كلية الهندسة - جامعة تكريت